# Aleksandr Golikov
Aleksandr Nikolajevitsj Golikov (Russisch: Александр Николаевич Голиков) (Penza, 26 november 1952) is een Sovjet-Russisch ijshockeyer. Aleksandr is de oudere broer van Vladimir Golikov.
Golikov won tijdens de Olympische Winterspelen 1980 de zilveren medaille.
Golikov werd tweemaal wereldkampioen (1978 en 1979).